# الإسلام سؤال وجواب
الإسلام سؤال وجواب، هو موقع إلكتروني إسلامي، وعلمي، وتربوي، متخصص بالإجابة على تساؤلات المسلمين وغير المسلمين حول موضوعات الإسلام، يصنف موقع الإسلام سؤال وجواب في الترتيب 4302 عالميًا حسب عدد الزيارات، حيث بلغ عدد الزيارات لشهر أكتوبر من العام 2023م "19 مليون زيارة عالميًا". يهدف الموقع لتقديم الفتاوى والإجابات العلمية المؤصلة إسلامياً بشكل واف وميسر - قدر الاستطاعة – عن الأسئلة المتعلقة بالإسلام سواء كان السائل مسلماً أو غير مسلم، ويقوم بالإشراف على هذه الإجابات الشيخ محمد صالح المنجد محاضر وكاتب إسلامي.

## تاريخ
كانت بداية الموقع عام 1996م.

## منهج الموقع
يقوم الموقع على نشر العقيدة الإسلامية عقيدة أهل السنة والجماعة، واتباع السلف الصالح ويتحرى أن تكون الإجابات مبنية على الدليل من القرآن الكريم والسنة النبوية الصحيحة ومأخوذة من كلام العلماء من أصحاب المذاهب الأربعة الإمام أبي حنيفة، والإمام مالك، والإمام الشافعي، والإمام أحمد بن حنبل وغيرهم من أهل العلم المتقدمين والمتأخرين، أمثال الشيخ محمد بن إبراهيم آل الشيخ، والشيخ عبد العزيز بن باز، والشيخ محمد بن صالح العثيمين وغيرهم، وكذلك الاستعانة بفتاوى اللجنة الدائمة للإفتاء وقرارات هيئة كبار العلماء بالمملكة العربية السعودية، وقرارات المجامع الفقهية، وكذلك الاستعانة بالعلماء وطلبة العلم من الباحثين في التخصصات الشرعية.

## أهداف الموقع
يهدف الموقع إلى:
- نشر الإسلام والدعوة إليه.
- نشر العلم الشرعي ورفع الجهل عن الناس بقدر الإمكان.
- تلبية حاجات الناس بتقديم الفتاوى الشرعية المؤصلة.
- الذب والذود عن دين الإسلام بالرد على الشبهات.
- التوجيه في القضايا الحياتية من خلال الاستشارات العلمية والتربوية والاجتماعية وغيرها.[8]

## لغات الشبكة
16 لغة مختلفة:
1. العربية (اللغة الأساسية).
2. الانجليزية
3. الفرنسية.
4. التركية.
5. الروسية
6. الباكستانية "أوردو"
7. الفارسية.
8. اللغة الصينية
9. لغة أويغورية
10. الاسبانية
11. اللغة الطاجيكية
12. الاندنوسية
13. الهندية
14. البنغالية
15. الألمانية
16. البرتغالية

حسب ترتيب أليكسا له ترتيب عال بين الموقع العالمية والاسلامية، بعد سنوات من التفاعل هي أحد الشبكات الإسلامية المتقدمة على شبكة الإنترنت.[بحاجة لمصدر]
يستقبل الموقع آلاف الرسائل والأسئلة من جميع أنحاء العالم ومن معظم الدول العربية والإسلامية.[بحاجة لمصدر]

## روابط خارجية
- (العربي)